# 미노와성

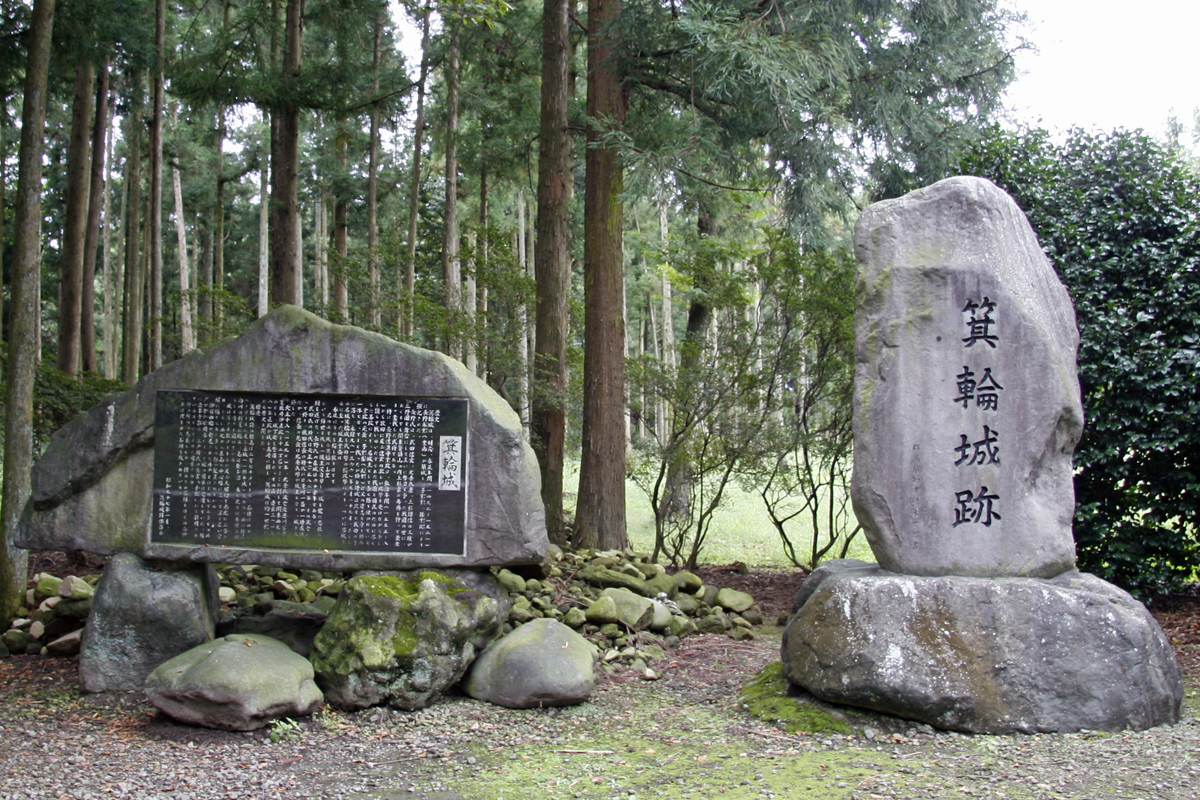
미노와성의 비석

미노와성(箕輪城 미노와조[*])은 일본 군마현 다카사키시에 있던 성이다. 국가 사적으로 지정되어 있다.